# Festival dels Tres Continents
El Festival dels Tres Continents (francès Festival des trois continents), creat el 1979 a Nantes per Philippe i Alain Jalladeau, és un esdeveniment dedicat a la cinematografies d'Àsia, Àfrica i Amèrica Llatina.
Dedicat exclusivament a cinematografies desateses, la majoria de les pel·lícules projectades mai s'han emès fora del seu país d'origen, de manera que el festival ha permès revelar personalitats com el malià Souleymane Cissé, el honkonguès Wong Kar-wai, l'iranià Abbas Kiarostami o fins i tot el xinès Zhao Liang.

## Història
El Festival dels Tres Continents es va crear el 1979. El títol està inspirat en el festival de teatre, el Festival dei due mondi que té lloc a Spoleto a Itàlia. El projecte del festival, que vol destacar pel·lícules i documentals d'Àsia, Àfrica i Amèrica Llatina, obté el suport de la ciutat de Nantes. El comitè de selecció de la primera edició, que registra 7.000 entrades, està format per Catherine Ruelle, Claude Michel Cluny i Serge Daney, revela el cinema afroamericà., així com una pel·lícula iraniana, quan acabava de tenir lloc la Revolució Islàmica. L'any següent el sud de l'India va estar al programa de l'edició i el cinema filipí el 1981. L'edició de 1982 revela els cineastes Ritwik Ghatak i Guru Dutt.
El 2000 es va crear el seminari « Produire au Sud », un taller de formació per a joves productors del Sud, seleccionats per llurs projectes. Aquest seminari ara s'exporta arreu del món. El 2003 el festival es va obrir a documentals.
L'any 2007, el contracte dels germans Alain i Philippe Jalladeau, fundadors i directors artístics del festival, no va ser renovat per la junta directiva. Aquest últim, en jutjar el festival que havia de fer front a activitats cada cop més nombroses, va haver d'evitar la dispersió, recorrent a una sola persona que pogués tenir autoritat sobre tot l'equip, concepte que no compartien els germans fundadors que tanmateix romanen propietaris de la marca «Festival des 3 Continents» depositada a l'INPI.

## Organització

### Seccions
Hi ha un concurs de llargmetratges. Però el concurs no és l'activitat principal del festival que també presenta una selecció fora de competició així com seccions panoràmiques (dedicades a un país, un estudi, una regió, etc), retrospectives (dedicades a una personalitat) i mirades plurals (dedicades a un tema).

### Premis atorgats
Per a la selecció a concurs, el festival atorga quatre premis: el Montgolfière d'or, que és el més important, el Montgolfière d'argent, el premi del públic i el premi del jurat jove.
Hou Hsiao-hsien, Amir Naderi, Jia Zhangke, Abolfazl Jalili i Wang Bing van guanyar dues vegades el Montgolfière d'or cadascun.

## Retrospectives, homenatges i panorames per any
- 1979 :
  - Homenatge a Salah Abou Seif
  - Panorama del cinema afroamericà
- 1980 :
  - Panorama del cinema del sud de l'Índia
- 1981 :
  - Homenatge a Ousmane Sembène
  - Panorama del cinema de les Filipines
- 1982 :
  - Homenatge a dos directors indis : Ritwik Ghatak i Guru Dutt
  - Panorama del cinema del Brasil
- 1983 :
  - Homenatge a Samia Gamal (director egipci)
  - Panorama del cinema d'Indonèsia, i del cinema de l'Índia dels anys 1950
- 1984 :
  - Retrospectiva Xie Jin (
  - Panorama del cinema de Mèxic
- 1985 :
  - Homenatge a Youssef Chahine
  - Panorama del cinema de l'Argentina
  - Visió sobre el cinema de Tailàndia[6]
- 1986 :
  - Homenatge a la Nikkatsu
  - Panorama del cinema de Corea del Sud
- 1987 :
  - Panorama del cinema de Turquia
- 1989 :
  - Homenatge a Im Kwon-taek
  - Panorama del cinema del Carib
- 1990 :
  - Homenatge a Ayako Wakao i Gabriel Figueroa
  - Panorama del cinema de l'Iran
- 1991 :
  - Homenatge a Lino Brocka, Satyajit Ray, Hsu Feng i Seijun Suzuki
  - Panorama del cinema dels Andes (Bolívia / Xile/ Perú)
- 1992 :
  - Panorama del cinema del Vietnam
  - Panorama de la nova onada a l'Àsia central
- 1993 :
  - Homenatge a Txinguiz Aitmàtov
  - Retrospectiva del cinema de Taiwan
- 1994 :
  - Homenatge a Ahmed Bahaeddine Attia
  - Retrospectiva del cinema de Mongòlia
- 1995 :
  - Homenatge a Neima Akef i Yousra
  - Retrospectiva del cinema de l'Azerbaitjan
- 1996 :
  - Panorama del cinema sud-africà, del cinema de Xangai, i dels melodrames argentins
- 1997 :
  - Homenatge a Gaston Kaboré, Ezzedine Zoulfikar i Hassan El Iman
  - Panorama de la nova onada japonesa, i del cinema de l'Uzbekistan
- 1999 :
  - Homenatge a Sharmila Tagore
  - Panorama del cinema d'Orient Mitjà
- 2000 :
  - Retrospectiva integral Glauber Rocha
  - Homenatge a Cheick Oumar Sissoko
- 2001 :
  - Homenatge a Katy Jurado i Nour El-Sherif
  - Panorama del cinema kazak, i dels wuxiapian de Hong Kong
- 2002 :
  - Homenatge a Tolomuix Okeev i Maggie Cheung
  - Panorama del cinema del Marroc i del cinema d'Àfrica lusòfona
- 2003 :
  - Homenatge a Humberto Mauro
  - Panorama del cinema xinès i del cinema d'Amèrica central
- 2004 :
  - Homenatge a Tu Duu-chih i Ramsès Marzouk
  - Panorama del cinema de l’Afganistan
- 2005 :
  - Panorama del cinema de Tunísia, del cinema realista brasiler dels anys 1950 i dels tresors de la Cathay
- 2006 :
  - Retrospectiva integral Satyajit Ray
- 2007 :
  - Retrospectiva Nagisa Oshima
  - Homenatge a Akram Zaatari
- 2008 :
  - Homenatge a Edward Yang
  - Panorama del cinema de l’Equador
- 2009 :
  - Retrospectiva Kiyoshi Kurosawa
  - Panorama del cinema de la Banya de l'Àfrica (Eritrea, Etiòpia, Somàlia)
- 2010 :
  - Homenatge a Djibril Diop Mambety
  - Panorama del cinema xinès independent contemporani
- 2011 :
  - Homenatge a Arturo Ripstein
  - Homenatge a Mani Kaul
  - Retrospectiva Nikkatsu
- 2012 :
  - Homenatge a Shinji Sōmai
  - Homenatge a Serge Daney
  - Homenatge a la Milkyway Image
- 2013 :
  - Homenatge indi
  - El cinema contemporani brasiler
  - El cinema xinès de 1930 a 1950
  - El cinema d'Àfrica del Sud
- 2014 :
  - Panorama del cinema de Colòmbia
  - Homenatge a Yu Lik-wai
  - Homenatge a Khady Sylla
- 2015 :
  - Homenatge a Im Kwon-taek
  - Homenatge a Kumar Shahani
- 2016 :
  - Homenatge a Rithy Panh
  - Homenatge a Li Han-hsiang
  - El cinema contemporani indi
  - L'Àfrica i Portugal
  - La dansa i el cant
- 2017
  - Una veritable història del cinema argentí
  - Homenatge a Shin Sang-ok
  - Exili(s) : devenir estranger
  - de l’altre costat de les aparences